# Chiesa di San Giorgio (Varna)
La chiesa di San Giorgio (in tedesco Pfarrkirche St. Georg) è la parrocchiale di Varna in provincia autonoma di Bolzano. Appartiene al decanato di Bressanone-Rodengo della diocesi di Bolzano-Bressanone e risale al XIV secolo.

## Storia

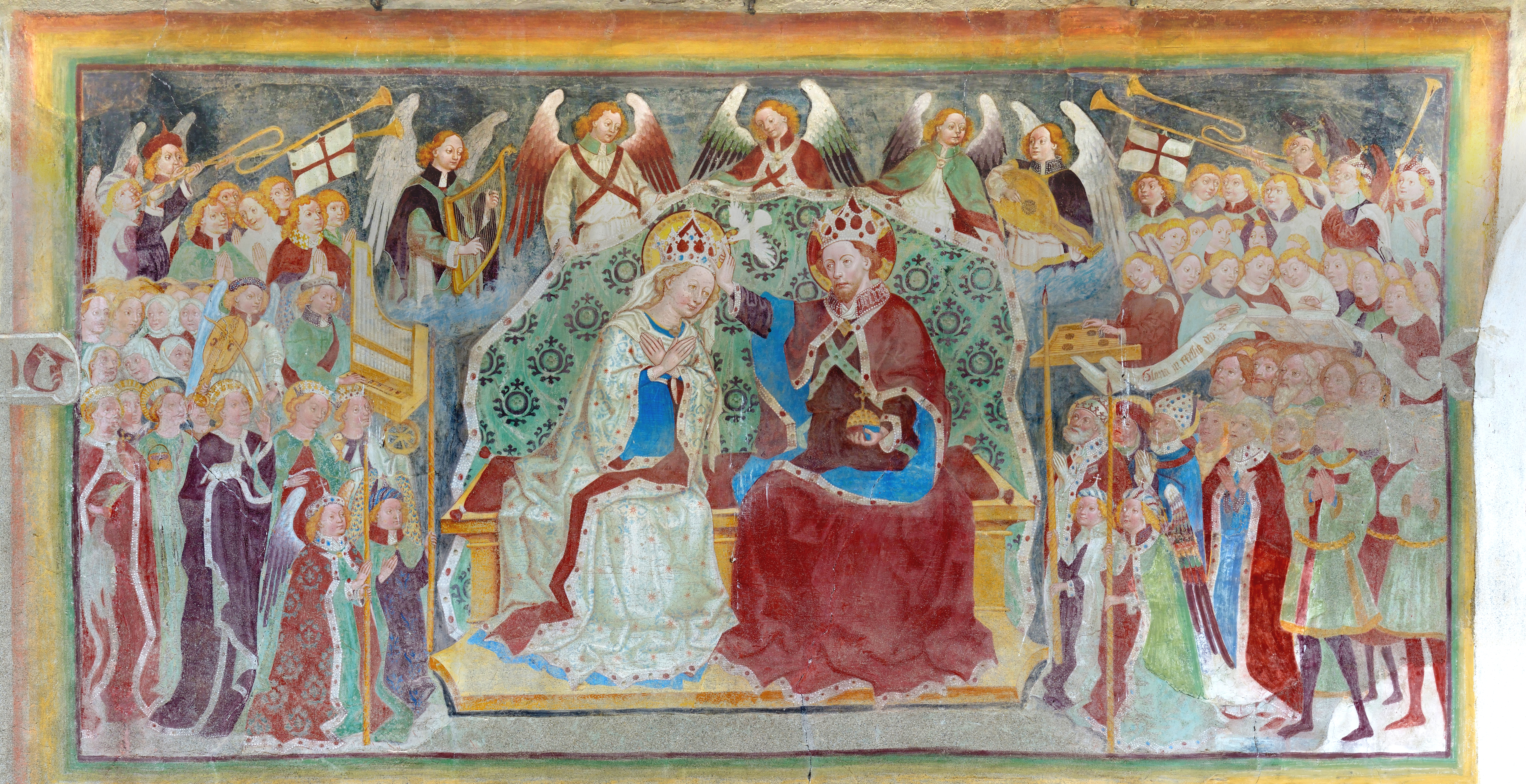
Affresco della Incoronazione di Maria, opera di Leonardo di Bressanone.

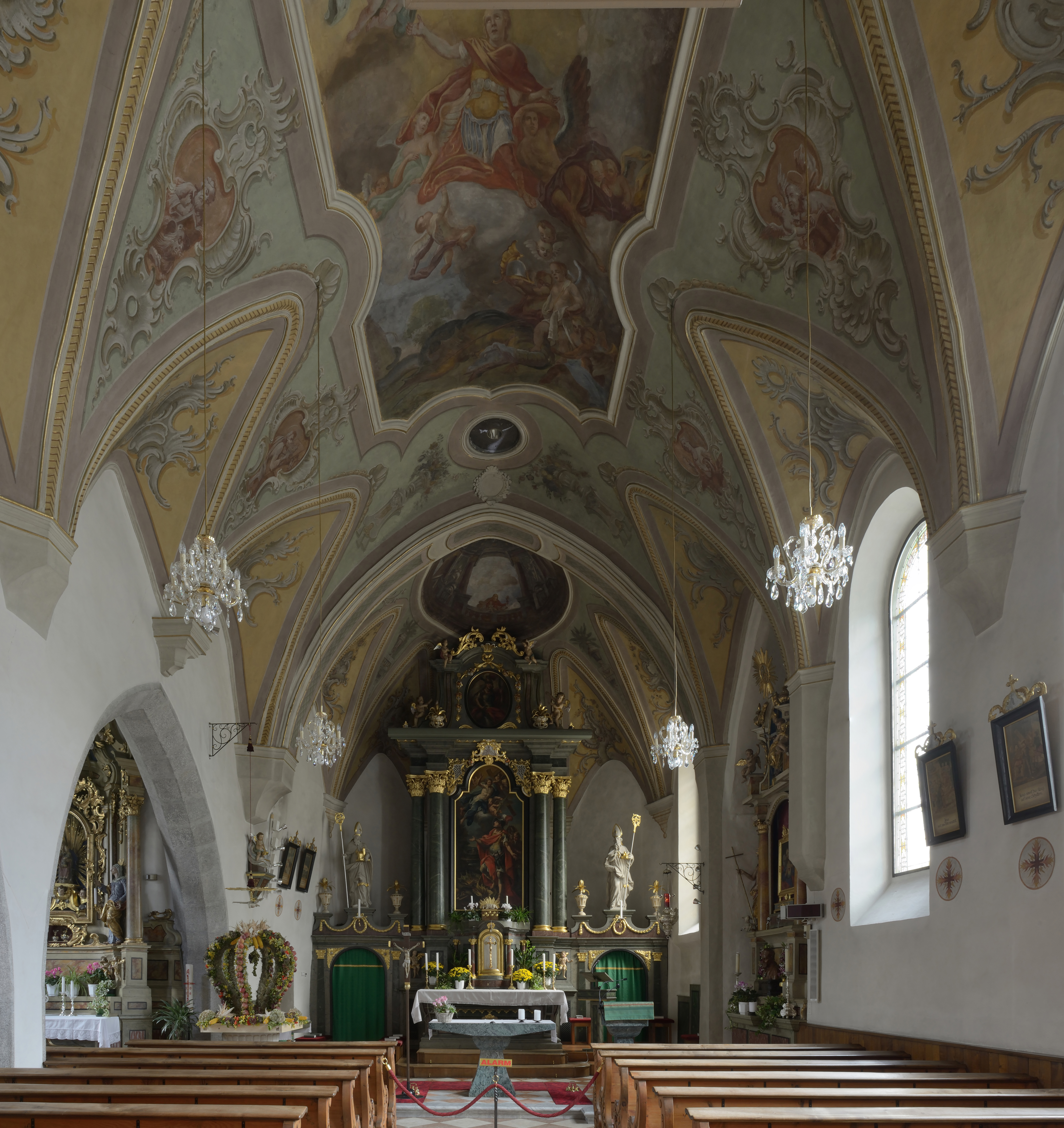
Interno.

La prima citazione ufficiale del luogo di culto a Varna risale al 1325 ma è verosimile che la sua costruzione sia da anticipare di circa due secoli. Una lapide marmorea testimonierebbe tale epoca di costruzione.
Durante il XV secolo fu oggetto di ampliamenti e in tale occasione venne costruita la parte presbiteriale e fu edificata la torre campanaria. Delle cinque campane presenti, l'ultima fu installata nel 1733. Durante la prima guerra mondiale quattro campane vennero requisite dagli austriaci e furono sostituite nel 1925.

## Descrizione

### Esterno
La chiesa è in stile gotico tipico del periodo nel quale fu ricostruita e si trova in posizione elevata rispetto al piccolo centro abitato di Varna. La facciata a capanna tradizionale è affiancata, sulla sua sinistra, dalla imponente struttura della cappella culminante con cupola a base esagonale e copertura piramidale. La torre campanaria è posta sullo stesso lato, in posizione arretrata. L'affresco posto sulla fiancata destra è di grande interesse storico ed artistico, e raffigura l'Incoronazione di Maria, opera di Leonardo di Bressanone.

### Interno
L'interno ha una navata principale ed una laterale a sinistra. La parte più antica della struttura è costituita dalle mura romaniche della navata principale. L'altare maggiore è monumentale, arricchito dalla pala che raffigura San Giorgio davanti a Cristo Redentore e a San Floriano opera di Jakob Jenewein.
Su un altare laterale a sinistra sono conservate le statue che rappresentano San Giovanni Evangelista e San Giovanni Battista, e al centro la pala raffigura il Buon Pastore. Sull'altro altare un importante busto scolpito Madonna con Bambino, romanico, che è stato particolarmente venerato e ha reso questa chiesa meta di pellegrinaggio.